# 工人革命党 (英国)
工人革命党（英语：Workers Revolutionary Party）是英国的一个托洛茨基主义政党。该党成立于1959年，原名社会主义劳工联盟，分裂自托派组织“俱乐部”。1973年，社会主义劳工联盟更名为工人革命党。该党的创始人是托洛茨基主义理论家格里·希利。1980年代中期，该党分裂为几个小团体，其中一个继承了“工人革命党”的名字。
该党的政治立场是极左翼。该党的领导人是Sheila Torrance。该党仍主持着一个托洛茨基主义国际组织“第四国际国际委员会”，但除该党成员外，几乎没有其它国家人士参加。